# سارة موراي
سارة موراي (بالإنجليزية: Sarah Murray)‏ هي لاعبة هوكي الجليد أمريكية وكندية، ولدت في 28 أبريل 1988 في فيرباولت في الولايات المتحدة.